# Keetia venosa
Keetia venosa är en måreväxtart som först beskrevs av Daniel Oliver, och fick sitt nu gällande namn av Diane Mary Bridson. Keetia venosa ingår i släktet Keetia och familjen måreväxter. Inga underarter finns listade i Catalogue of Life.